# Un mundo normal
Pour plus de détails, voir Fiche technique et Distribution.
Un mundo normal est un film espagnol réalisé par Achero Mañas, sorti en 2020.

## Synopsis
La mère d'Ernesto est morte et il est décidé qu'elle sera enterrée au cimetière. Mais Ernesto veut exaucer les dernières volontés de sa mère et projette de voler le cercueil.

## Fiche technique
- Titre : Un mundo normal
- Réalisation : Achero Mañas
- Scénario : Achero Mañas avec la collaboration d'Andrea Velasco
- Musique : Vanessa Garde
- Photographie : David Omedes
- Montage : José Manuel Jiménez
- Production : Gerardo Herrero et Pedro Pastor
- Société de production : Crea SGR, Last Will, Movistar+, Radio Televisión Española, Sunday Morning Productions, Tornasol Films, Voramar Films et À Punt Mèdia
- Pays :  Espagne
- Genre : Aventure, drame, romance et thriller
- Durée : 103 minutes
- Dates de sortie : 
  -  Espagne : 11 septembre 2020

## Distribution
- Ernesto Alterio : Ernesto
- Gala Amyach : Cloe
- Ruth Díaz : Julia
- Pau Durà : Max
- Magüi Mira : Carolina
- Óscar Pastor : Iván
- Raquel Villarejo Hervás : Sara
- Abdelatif Hwidar : l'inspecteur Jefe J.P.
- Manuel Ochoa : Antonio
- Nacho Sánchez : Benjamín

## Distinctions
Ernesto Alterio a été nommé au prix Goya du meilleur acteur pour sa performance dans le film.